# Прудников, Алан Алексеевич
Алан Алексеевич Прудников (род. 25 июня 1985) — российский футболист, вратарь, футбольный скаут, агент.

## Биография
Сын вратаря Алексея Прудникова. Жил несколько лет в Южной Корее, по году в Албании, Финляндии, Чехии, Хорватии, Боснии, Македонии, Сербии, Германии, Италии. По собственным словам, за полгода может выучить любой язык.
В детстве пережил наводнение в Краснодарском крае, когда погибло много людей.
Пережил два военных конфликта — осетино-ингушский и войну в Югославии.
В возрасте 9 — 10 лет занимался в команде «ГПЗ» (футбольная школа МИФИ) с Динияром Билялетдиновым. Был в школе «Динамо» Москва с Александром Павленко. В 16 лет — в «Торпедо-ЗИЛ». Из-за конфликта с руководителем школы был отчислен. Три года провёл в «Спартаке» Москва.
В 2005 году выжил в авиакатастрофе в Германии.
Год провёл в «КАМАЗе». Затем играл в македонской команде «Цементарница 55», стал лучшим игроком года и лучшим легионером чемпионата. После месячного просмотра в немецком «Гамбурге» подписал пятилетний контракт. Через пару недель столкнулся с игроком и впал в трёхдневную кому. Полгода был парализован. Заново учился ходить и говорить, в семи странах провёл 17 операций. На восстановление ушло более двух лет.
В 2008 году был на просмотре в «Химках», но не остался по состоянию здоровья.
Подписал трёхлетний контракт с боснийским «Железничаром». Там при спокойных нагрузках давление у Прудникова подскакивало до 180—200, трижды его увозили с поля в реанимацию. В одном матче потерял слух и зрение и провёл неделю в больнице. По собственным словам, «пересекался с Джеко» и предлагал московским командам купить его за 30 тысяч евро, однако Джеко играл в «Железничаре» в 2003—2005 годах.
В течение карьеры травмировал челюсть, рёбра, ноги, крестообразные связки, мениск. Завершил карьеру в 23 года, стал футбольным агентом. Среди клиентов — Руд Гуллит, Франк Райкард, Рональд Куман, Ко Адриансе. Игроки — Исмаэль Бангура, Александр Зинченко.
Один из авторов шоу «Матч ТВ» «Кто хочет стать легионером?» (2017).